# Plage FM
Plage FM est une radio associative de proximité diffusant un programme généraliste sur l'ensemble du bassin d'Arcachon, dans le département de la Gironde et la région Nouvelle-Aquitaine. Son studio est implanté dans la commune d'Andernos-les-Bains depuis 2015.
Fondée en 2012 à l'initiative de l'association A à Z, la station couvre un bassin de population estimée à environ 110 000 personnes.
Diffusant en modulation de fréquence, elle peut être reçue dans un rayon de 30 km autour de son émetteur principal situé à Biganos.  Elle est diffusée également depuis le 5 novembre 2020 en DAB+ sur tout le bassin d'Arcachon.

## Diffusion en modulation de fréquence
- Biganos / Le Teich
- Arcachon / La Teste de Buch / Gujan Mestras
- Cap Ferret / Audenge / Andernos

## Culture populaire
- Christiane Angibous-Esnault, Objectif Dune sur le bassin d'Arcachon, t. 6, ArkéoTopia éditions, coll. « Les Aventuriers du Patrimoine », 2025, 228 p. (ISBN 978-2-4875-6702-3) : Dans ce roman de science pour la jeunesse se déroulant sur le bassin d'Arcachon mêlant aventure, poésie et découverte, Plage FM est nommée aux pages 74-75 et 133 afin d'aider les héros et l'archéologue bénévole[2] Philippe Jacques[3] à protéger les découvertes archéologiques mises au jour sur la dune du Pilat.

## Référence
1. 1 2  Présentation de la radio
2. ↑  Jean-Olivier Gransard-Desmond, « Professionnels, bénévoles, amateurs et citoyens : des acteurs de la recherche pour quels apports ? », Canadian Journal of Bioethics / Revue canadienne de bioéthique, vol. 2, no 3,‎ 2019 (ISSN 2561-4665, DOI 10.7202/1066475ar)
3. ↑  Isidore, « entrée Philippe Jacques », sur isidore.science (consulté le 21 juin 2025)